# Ото I фон Оксенщайн
Ото I фон Оксенщайн (на немски: Otto I von Ochsenstein; † сл. 30 ноември 1217) е господар на господството и замък Оксенщайн в Елзас.
Той е син на Буркард фон Оксенщайн († сл. 1187). Родът построява замъка Оксенщайн при община Райнхардсмюнстер в северните Вогези и образува през 13 век господството Оксенщайн, което съществува до 15 век. През 1485 г. родът измира и господството отива като наследство на Графство Цвайбрюкен-Бич, и 1570 г. с Цвайбрюкен-Бич на Графство Ханау-Лихтенберг.

## Деца
Ото I фон Оксенщайн има девет деца:
- Бертолд фон Оксенщайн († 20 април 1265), архдякон в Страсбург
- Хайнрих фон Оксенщайн († 8 ноември 1261 или 8 ноември 1262), архдякон в Страсбург
- Ото II фон Оксенщайн († 27 януари 1241), женен за Агнес († сл. 1217)
- Еберхард фон Оксенщайн († 1256), господар на Грайфенщайн, женен за Има фон Ландсберг († сл. 1246), дъщеря на Лентфрид фон Ландсберг
- Конрад I фон Оксенщайн (* пр. 1217; † пр. 1225)
- Аделхайд фон Оксенщайн († 27 януари 1241), омъжена пр. 1228 г. за Бернанд фон Шарох († 1241)
- Бурхард фон Оксенщайн († сл. 1241)
- Фридрих фон Оксенщайн († сл. 1241)
- Агнес фон Оксенщайн († сл. 1235)